# Demand Management
Demand Management bzw. Nachfragemanagement bezeichnet allgemein Konzepte, mit denen versucht wird, die Nachfrage nach Gütern oder Dienstleistungen mit den verschiedenen Prozessen im Unternehmen in Einklang zu bringen.
Solche Konzepte werden in unterschiedlichen Branchen entwickelt, es gibt daher unterschiedliche Richtungen wie zum Beispiel:
- Demand Management im Gesundheitswesen[1],
- Transportation Demand Management als Teil des Mobilitätsmanagements,
- Demand Side Management als Steuerung der Nachfrage nach netzgebundenen Dienstleistungen vor allem in der Energiewirtschaft, auch mit dem Ziel einer nachhaltigen Entwicklung.

In der Organisation besitzt die Stelle der Disposition die Aufgabe, das Demand Management innerhalb mehrerer betrieblicher Funktionen umzusetzen.
Nach ITIL ist das Ziel, den Bedarf des Kunden an Services (Dienstleistungen) zu verstehen, vorherzusehen und zu beeinflussen, um sicherzustellen, dass ausreichend Kapazität bereitsteht, um den Bedarf flexibel zu erfüllen.
Auf makroökonomischer Ebene bezeichnet das Konzept den Versuch, über die Kontrolle des wirtschaftlichen Bedarfs Rezessionen zu vermeiden. Es entspricht damit dem Prinzip des Keynesianismus (der Staat greift als regulierende Kraft in das Wirtschaftsgeschehen ein).